# Joanna Wyrzyk
Joanna Wyrzyk (ur. 1997) – polska dżokejka, specjalizująca się w gonitwach płaskich, zwyciężczyni Derby dla koni pełnej krwi angielskiej na Torze wyścigów konnych Służewiec w Warszawie w roku 2021.

## Życiorys
Uprawnienia do dosiadania koni uzyskała w 2014. W wyścigach debiutowała w gonitwie o Puchar Amazonek na torze służewieckim 26 kwietnia 2014. Pierwsze zwycięstwo odniosła 11 maja 2014 na wyhodowanej w Polsce klaczy pełnej krwi angielskiej Mist. Tytuł dżokeja (jako czternasta kobieta w Polsce) zdobyła po zwycięstwie setnej gonitwy w karierze, 5 września 2020 na Torze Służewiec, na polskiej hodowli klaczy czystej krwi arabskiej Samanta.
4 lipca 2021 zwyciężyła prestiżową gonitwę Westminster Derby, jadąc na trzyletnim ogierze irlandzkiej hodowli Guitar Man, i pokonując w walce, w deszczowej pogodzie i na mocno elastycznym torze niemiecką klacz Nania. Było to jednocześnie pierwsze w historii polskich wyścigów zwycięstwo kobiety w derby dla folblutów, a także pierwsza wygrana kobiety w europejskich derby od czasu, gdy urodzona na Słowacji María Magdalena Rossáková wygrała czeskie Derby w czerwcu 2010.
Na co dzień trenuje w Ośrodku treningu koni Rosłońce w Podbieli pod Warszawą.

## Najważniejsze osiągnięcia

### wygrane w gonitwach międzynarodowych imiennych – kat. A
- Nagroda Michałowa (2024): na ogierze Fragnar[a]
- Westminster Derby (G1 POL) (2021): na ogierze Guitar Man
- Nagroda Liry (Oaks) (2020): na klaczy Inter Royal Lady
- Nagroda Wiosenna (2020): na klaczy Inter Royal Lady
- Nagroda Ministra Rolnictwa i Rozwoju Wsi (Przychówku) (2019): na klaczy Inter Royal Lady
- Nagroda Efforty (2019): na klaczy Inter Royal Lady

### wygrane w gonitwach międzynarodowych imiennych – kat. B
- Nagroda Widzowa (Specjalna) (2020): na ogierze Plontier
- Nagroda Soliny (Specjalna) (2020): na klaczy Inter Royal Lady
- Nagroda Golejewka (2020): na ogierze Plontier
- Nagroda Strzegomia (Specjalna) (2020): na klaczy Inter Royal Lady
- Nagroda Sac-à-Papier (2019): na ogierze Salasaman